# Mahmoud Tarha
Mahmoud Tarha (* 1. April 1962) ist ein ehemaliger libanesischer Gewichtheber.

## Karriere
Tarha nahm 1984 an den Olympischen Spielen in Los Angeles teil und erreichte im Fliegengewicht mit 230 kg den vierten Platz (mit 2,5 kg weniger als der drittplatzierte Kazushito Manabe). Allerdings wurde Tarha bei der anschließenden Dopingkontrolle positiv auf Nandrolon getestet und vom Weltverband IWF lebenslang gesperrt.